# Eugeniusz Dacyl

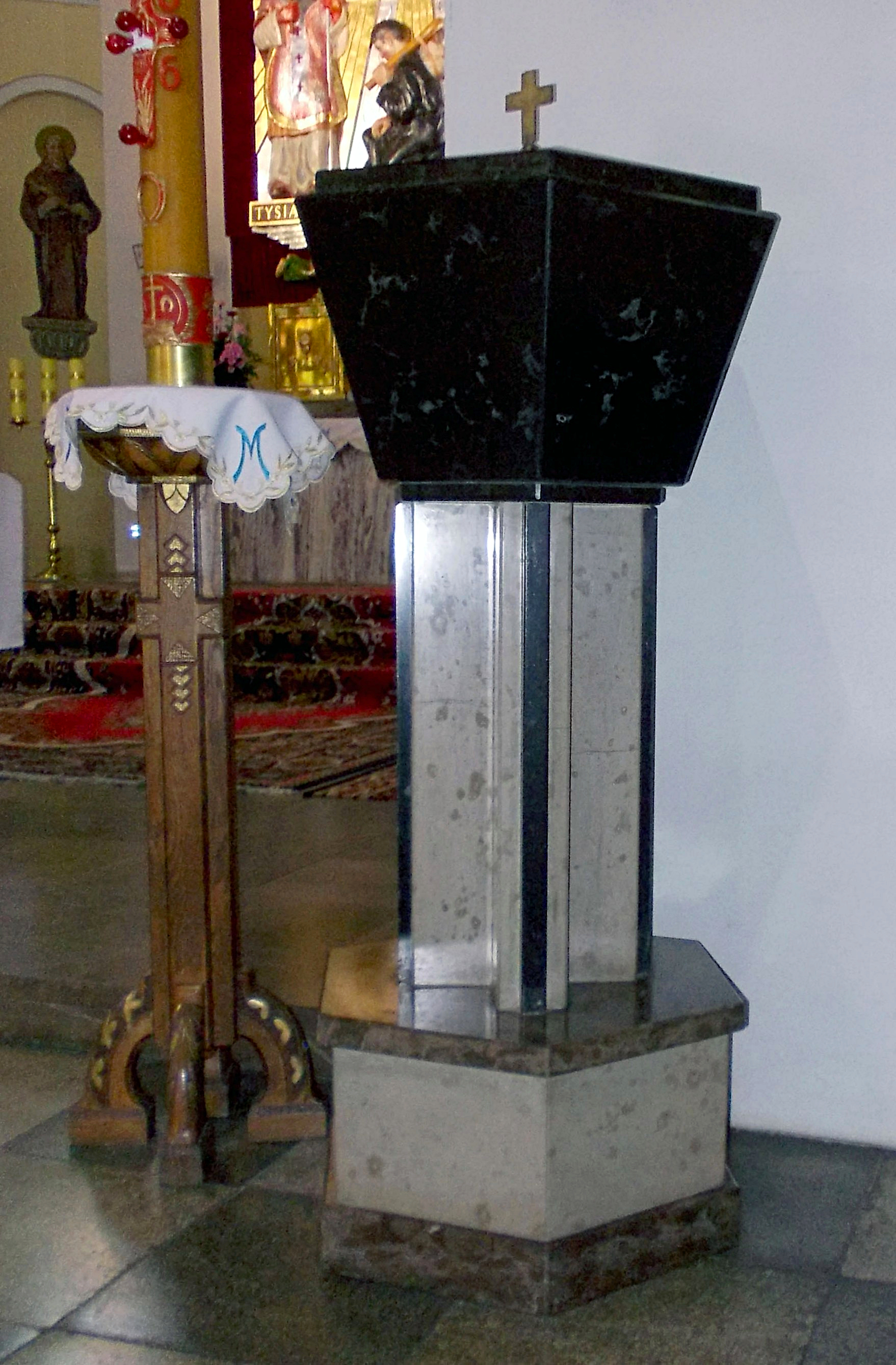
Posadzka i marmurowa chrzcielnica w kościele w Bączalu Dolnym (lata 70.)

Eugeniusz Dacyl (ur. 24 sierpnia 1910 w Jaśle, zm. 2 lutego 1990 tamże) – polski mistrz kamieniarski i betoniarski, działacz społeczny związany z regionem podkarpackim.

## Życiorys
Urodził się 24 sierpnia 1910 w Jaśle, jako syn Jana, cenionego jasielskiego kamieniarza i Wiktorii. Podjął naukę w rodzinnym mieście, uczęszczając m.in. do miejscowego Państwowego Gimnazjum im. Króla Stanisława Leszczyńskiego. Kontynuował działalność swoich przodków, zajmując się kamieniarstwem i betoniarstwem, pracując jednocześnie przez wiele lat w przedsiębiorstwie miejskim. Czynnie włączył się w odbudowę miasta Jasła, spalonego przez Niemców podczas II wojny światowej. Zmarł w 80. roku życia w dniu 2 lutego 1990 i spoczął w rodzinnym grobowcu na cmentarzu przy ul. Zielonej w Jaśle.

## Wybrane realizacje
Jest wykonawcą licznych autorskich realizacji kamieniarskich na terenie województwa podkarpackiego i małopolskiego, w tym m.in.:
- posadzki w Sanktuarium Matki Bożej Zawierzenia w Tarnowcu[3] (1948),
- posadzki i marmurowej chrzcielnicy w kościele Imienia Maryi w Bączalu Dolnym[4] (1972),
- licznych tablic pamiątkowych, np. tablicy upamiętniającej poległych w bitwie pod Firlejówką z 1920[5] (1938),
- nagrobków na wielu cmentarzach parafialnych i komunalnych, także na Starym Cmentarzu w Jaśle.

Ponadto w pracowni kamieniarskiej Dacylów i przy jego współpracy powstały m.in.:
- Obelisk Grunwaldzki w Tarnowcu, wraz z orłem (1949) - główny wykonawca Ludwik Dacyl[6],
- pomnik 600. lecia miasta Jasła (1965) - główny wykonawca Ludwik Dacyl[7].